# Џордана Брустер
Џордана Брустер (порт. Jordana Brewster; Панама, 26. април 1980) америчко-бразилска је глумица.

## Биографија
Глумачку каријеру почиње 1995. у позним тинејџерским годинама, појавила се у епизоди сапунице Сва моја деца. Најпознатија је по улози Мије у филмском серијалу о ауто тркама Паклене улице.
Године 2005. часопис Максим је уврстио у своју годишњу Хот 100 листу као 54. најсексипилнију жену на свету. У 2006, Максим је рангирао на 59, а 2009. на 9 место Хот 100 листе.
Удата је, има једно дете и живи у Лос Анђелесу.

## Изабрана филмографија
| Улоге Џордане Брустер |                                              |                                            |                |          |
| Година                | Српски назив                                 | Изворни назив                              | Улога          | Напомена |
| 1998                  | Факултет страха                              | The Faculty                                | Дилајла Профит |          |
| 2001                  | Паклене улице                                | The Fast and the Furious                   | Мија Торето    |          |
| 2003                  | Тексашки масакр моторном тестером 6: Почетак | The Texas Chainsaw Massacre: The Beginning | Криси          |          |
| 2009                  | Паклене улице 4                              | Fast & Furious                             | Мија Торето    |          |
| 2011                  | Паклене улице 5                              | Fast Five                                  | Мија Торето    |          |
| 2013                  | Паклене улице 6                              | Fast & Furious 6                           | Мија Торето    |          |
| 2015                  | Паклене улице 7                              | Furious 7                                  | Мија Торето    |          |
| 2021                  | Паклене улице 9                              | F9                                         | Мија Торето    |          |
| 2023                  | Паклене улице 10                             | Fast X                                     | Мија Торето    |          |